# Малавийско галаго
Малавийското галаго (Galago nyasae) е вид бозайник от семейство Галагови (Galagidae).

## Разпространение и местообитание
Разпространен е в Малави и Мозамбик.